# Прапор Нечволодівки
Пра́пор Нечволо́дівки — один з офіційних символів села Нечволодівка, Куп'янський район Харківської області, затверджений рішенням сесії Нечволодівської сільської ради.

## Опис прапора
Квадратне полотнище з вміщеними на ньому кольорами і фігурами малого герба.